# Sue Hearnshaw
Susan Christina Hearnshaw (Liversedge, 26 maggio 1961) è un'ex lunghista britannica.
Fu medaglia di bronzo ai campionati europei juniores del 1979 e l'anno successivo si classificò nona ai Giochi olimpici di Mosca.
Nel 1984 prese parte ai campionati europei di atletica leggera indoor di Göteborg conquistando la medaglia d'oro. Lo stesso anno fu medaglia di bronzo ai Giochi olimpici di Los Angeles.

## Palmarès
| Anno | Manifestazione   | Sede        | Evento         | Risultato | Prestazione | Note |
| ---- | ---------------- | ----------- | -------------- | --------- | ----------- | ---- |
| 1979 | Europei juniores | Bydgoszcz   | Salto in lungo | Bronzo    | 6,46 m      |      |
| 1980 | Giochi olimpici  | Mosca       | Salto in lungo | 9ª        | 6,50 m      |      |
| 1984 | Europei indoor   | Göteborg    | Salto in lungo | Oro       | 6,70 m      |      |
| 1984 | Giochi olimpici  | Los Angeles | Salto in lungo | Bronzo    | 6,80 m      |      |